# Puente Cal y Canto (estación)
Puente Cal y Canto —también conocida simplemente como Cal y Canto— es una estación de combinación ferroviaria que forma parte de las líneas 2 y 3 de la red del Metro de Santiago de Chile. Se ubica en el nudo vial entre las calles Cardenal Caro y Presidente Balmaceda junto al Puente Padre Hurtado, en la ribera del río Mapocho, en el límite norte de la comuna de Santiago. Tendrá un transbordo con las futuras líneas 7 y 9 en 2028 y 2032 respectivamente. La estación correspondiente a la Línea 3, con 33 metros de profundidad, es la más profunda de la red.

## Entorno y características

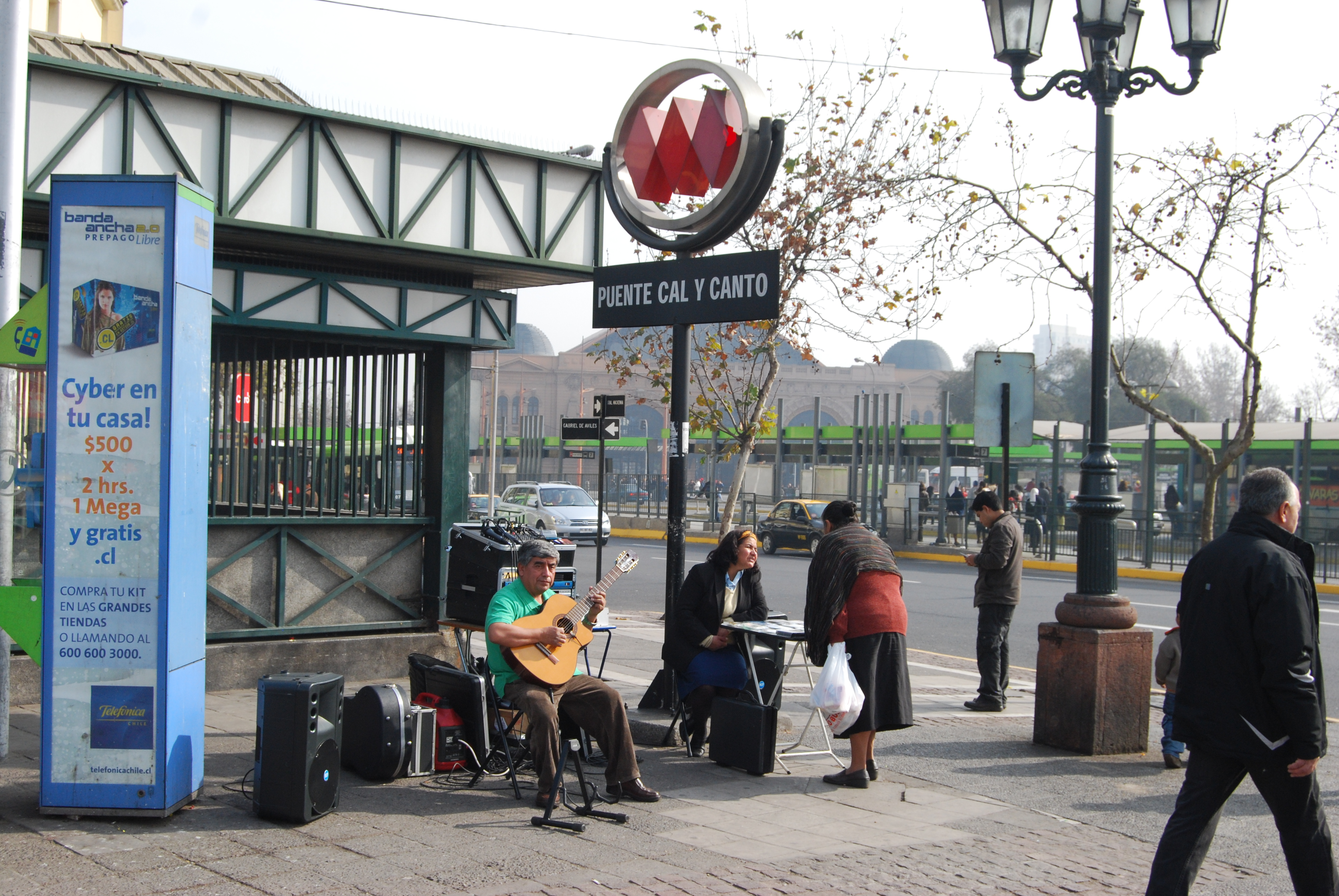
Entrada a la estación por Paseo Puente.

Esta estación fue, desde su inauguración en 1987 hasta mediados de 2004, la terminal norte de la Línea 2, por lo que recibía todo el flujo de pasajeros provenientes del norte de la capital y además tenía conexión con Metrobus. Posteriormente, fue inaugurada la primera parte de la extensión al norte hacia Recoleta, marcando un hito la construcción del túnel bajo el río Mapocho en 2004. Todavía se puede observar, al lado de la curva en dirección a Vespucio Norte, un túnel recto que sigue por debajo de la Plaza Prat, que fue usado como cola de maniobras de los trenes cuando la estación era terminal y era parte de un proyecto de extensión de Línea 2 hasta Rodrigo de Araya en los años 80, que (junto al proyecto de Línea 3) no se realizó.
Actualmente es una estación de alto flujo de pasajeros, ubicada en las cercanías del Mercado Central y de la Estación Mapocho. La estación posee una afluencia diaria promedio de 65 927 pasajeros. Tiene en su interior una galería de arte. Además en las paredes de los andenes posee decoración que asemeja a los antiguos pilares del puente.

### Línea 3

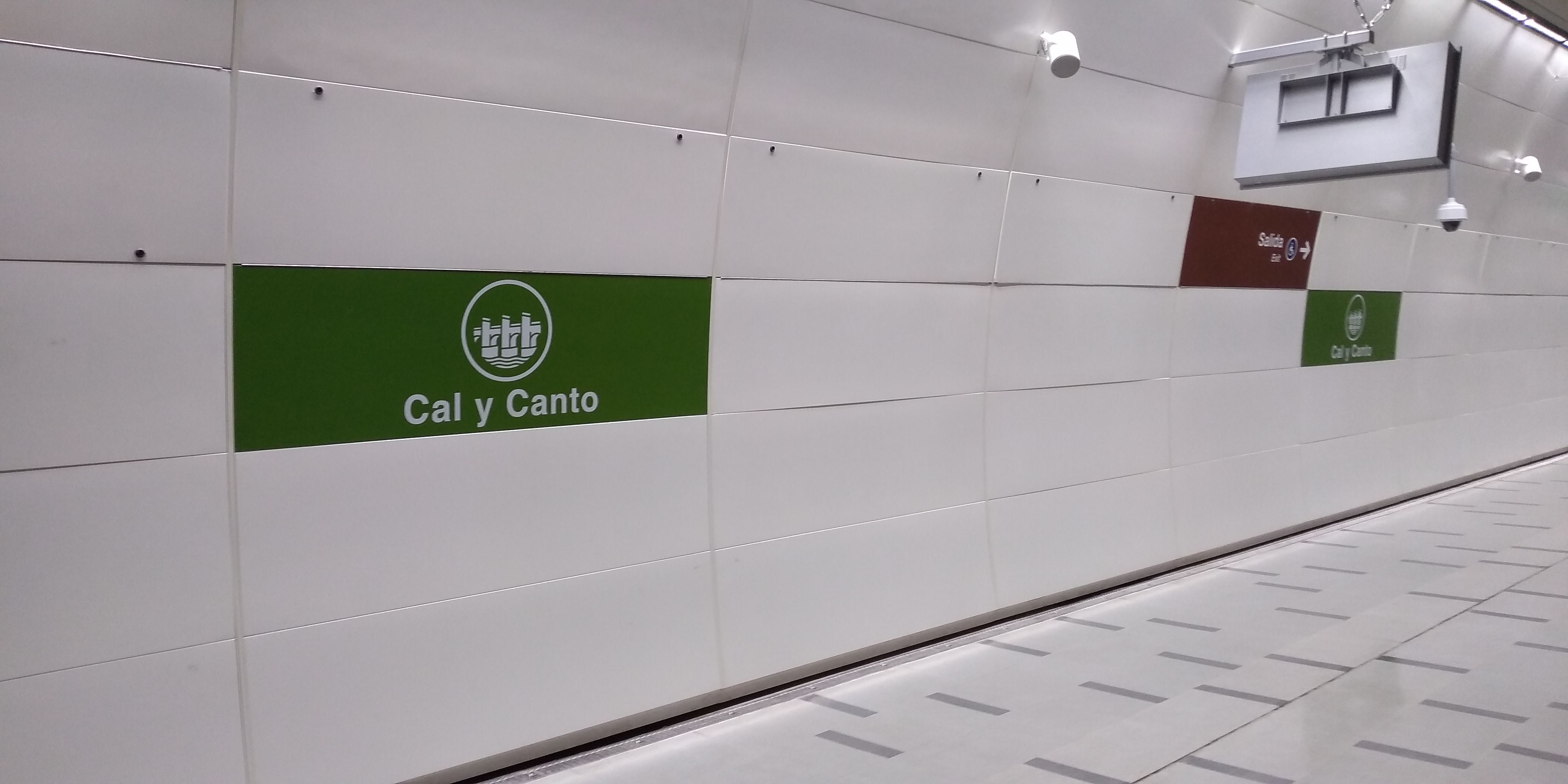
Vista de uno de los andenes correspondientes a la Línea 3.

Los andenes que serían destinados a la construcción de esta estación en Línea 3, según el proyecto original, y que fueron construidos conjuntamente con los de Línea 2, no serán utilizados. Metro modificó la ubicación de esta obra desplazándola hacia el poniente algunos metros, por el hecho de que esta línea transita bajo la calle Bandera y no por el eje Puente-Ahumada, como estaba establecido originalmente. Además de que los trenes utilizados (AS-2014) son de gálibo ancho y tendrán alimentación eléctrica por catenaria (arriba del tren), a diferencia de los NS-74 de la época que son más angostos con electrificación por tercer riel.
Los actuales andenes de Línea 3 se encuentran debajo de los de Línea 2. El sector de combinación se encuentra en el lado oriente de la estación. Se destaca que las estructuras originales que serían parte de la estación no fueron ocupadas. Metro ha señalado que toda la obra de esta estación comenzó completamente desde cero, dejando relegada la edificación de antaño.

### Accesos
| Acceso | Intersección                               |
| ------ | ------------------------------------------ |
| A      | Centro Cultural Estación Mapocho           |
| B      | Cardenal José María Caro con Puente La Paz |
| C      | Cardenal José María Caro con Puente La Paz |
| D      | Aillavilú con Paseo Puente                 |
| E      | General Mackenna con Bandera               |
| F      | General Mackenna con Bandera               |

## MetroArte

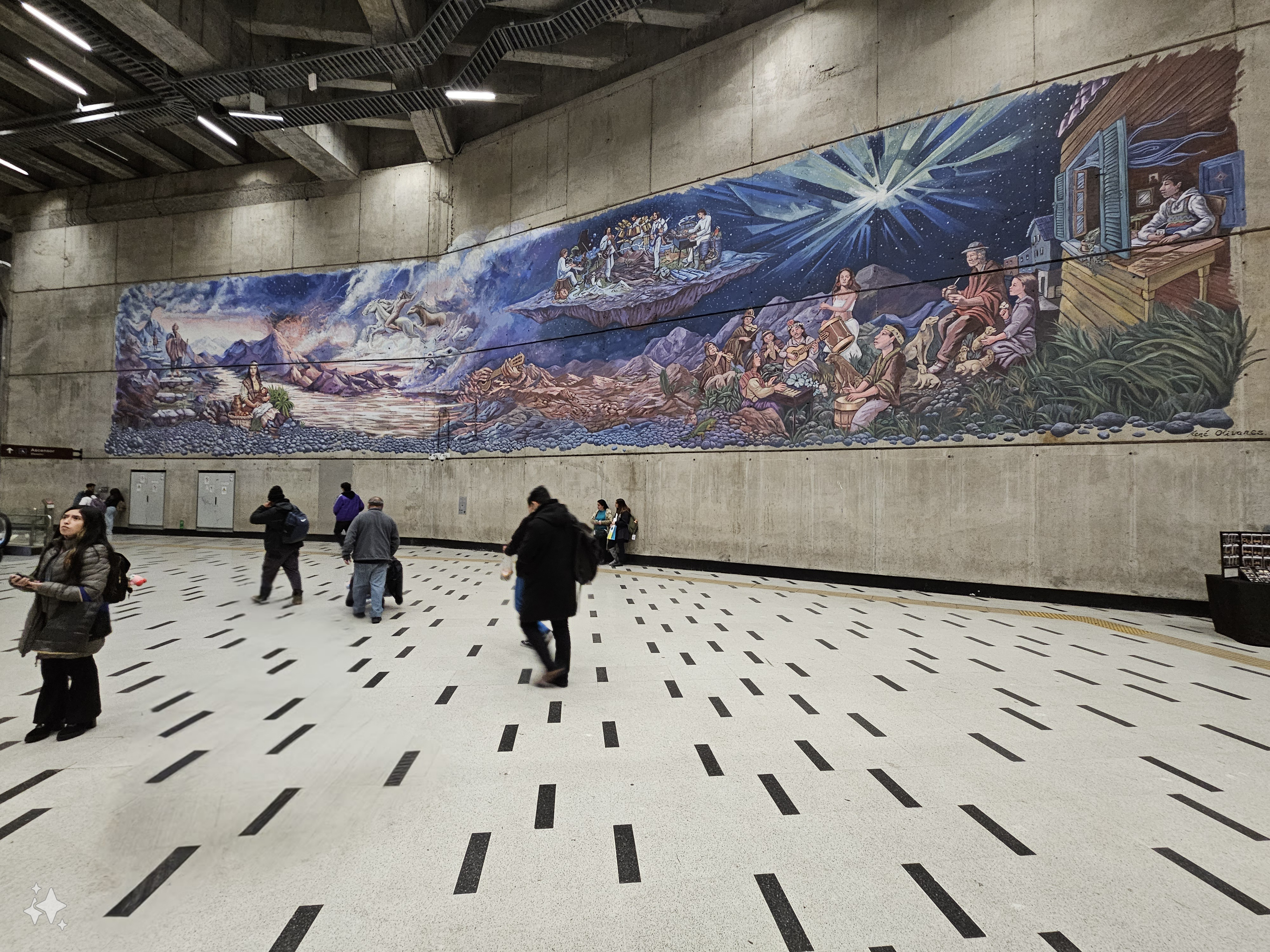
Mural en homenaje al grupo Los Jaivas creada por René Olivares.

En el interior de la estación se encuentra presente uno de los dioramas realizados por el artista Zerreitug (Rodolfo Gutiérrez ).
Esta obra, titulada Construcción de Puente Cal y Canto, visualiza la construcción de dicho puente durante fines del siglo XIX, puente que finalmente fue demolido en 1888 para continuar con las obras de canalización del Río Mapocho.
Este diorama fue la primera obra de arte instalada en la red de Metro de Santiago, siendo presentada en 1986 y considerada de forma retroactiva como parte del programa de MetroArte posteriormente. Además, esta versión del Puente de Cal y Canto sirvió como base para diseñar el pictograma utilizado actualmente en los andenes de la Línea 3 de la estación.

## Origen etimológico
Esta estación hace referencia al antiguo Puente de Cal y Canto, creado por obra de Luis de Zañartu, corregidor de Santiago, y entregado el 20 de junio de 1779, cerca de donde se encuentra actualmente la estación.
Este puente de gran envergadura que cruzaba el río Mapocho fue todo un símbolo de la ciudad hasta el año 1888 cuando fue demolido para iniciar los trabajos de canalización del río.
En primera instancia, el nombre de la estación fue planificada como Mapocho, debido a que se emplaza a escasos metros de la antigua estación Mapocho, terminal de la línea Santiago-Valparaíso, además se sitúa a un costado del río que le da nombre. Pero finalmente se optó por "Puente Cal y Canto", debido a que en el transcurso de la excavación (para su posterior construcción), se encontraron restos del antiguo puente antes nombrado. Estos restos de pilares aún se conservan en la estación.
El pictograma utilizado hasta 1997 presentaba una ilustración plana del puente, mientras que la simbología utilizada desde 2019 presenta el mismo puente en una perspectiva lateral.

## Galería

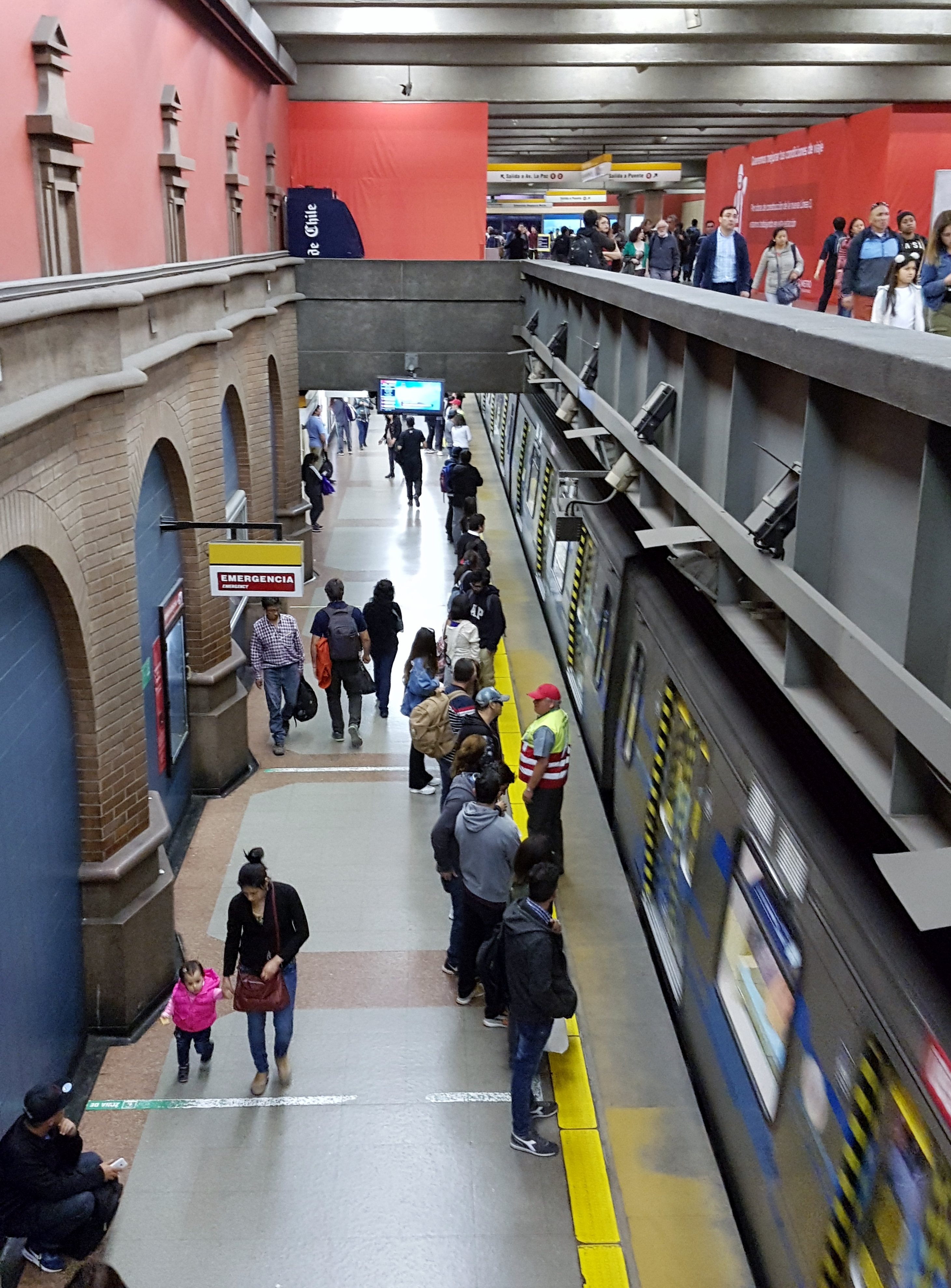
Vista de uno de los andenes correspondientes a la Línea 2.
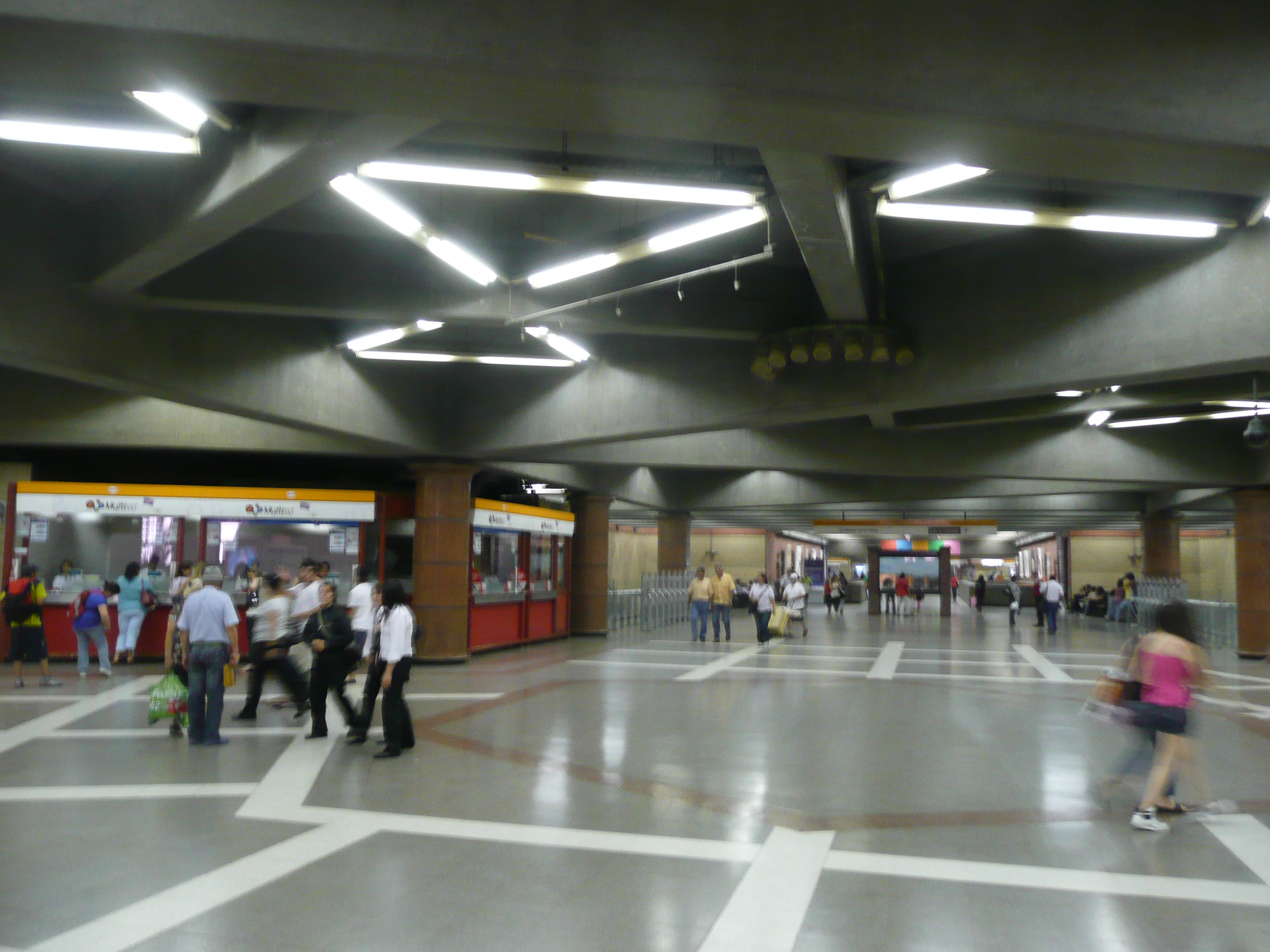
Nivel de mesanina.
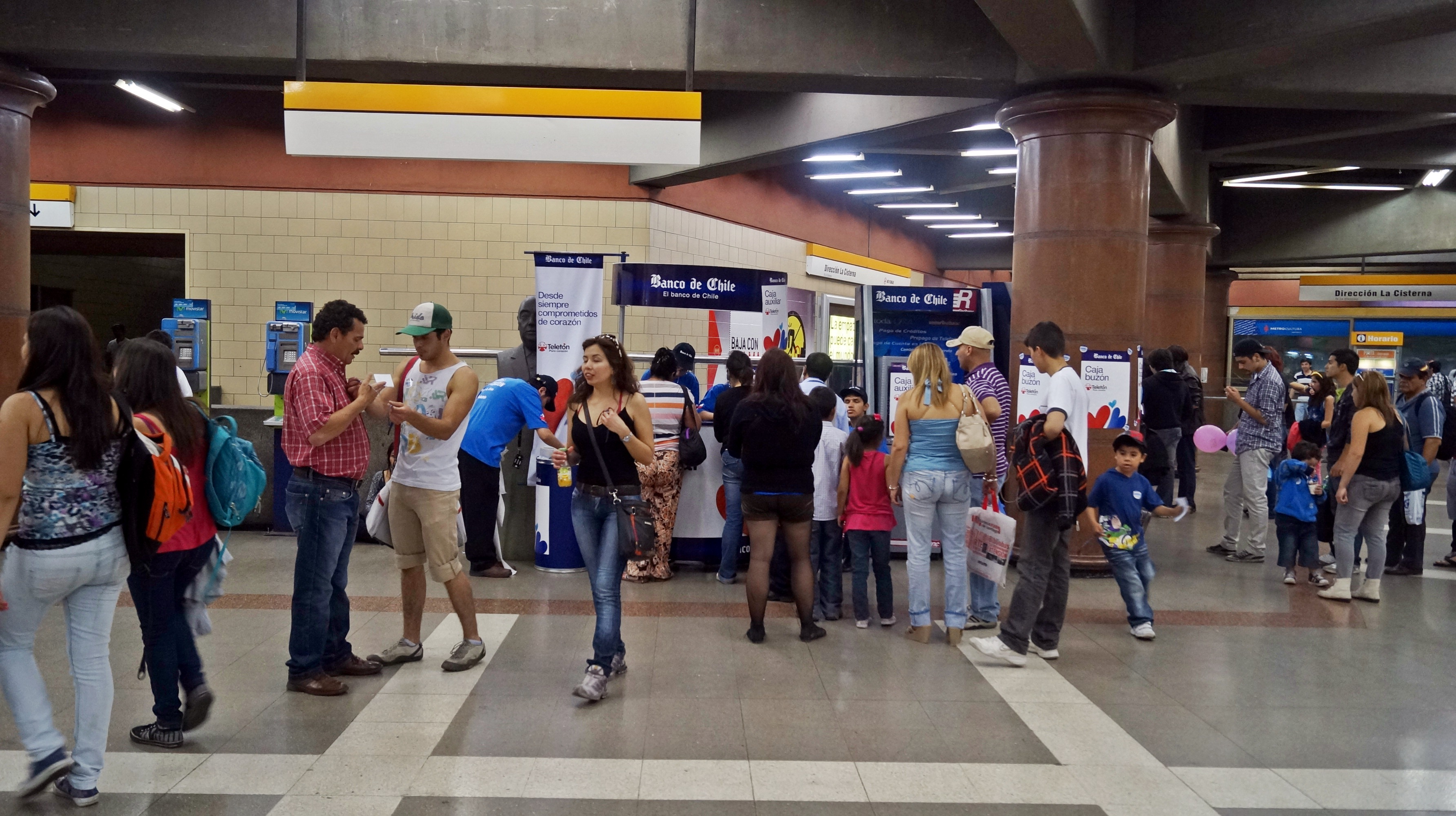
Caja auxiliar del Banco de Chile en la campaña de la Teletón 2012.
Antiguo símbolo con que se identificó a la estación.
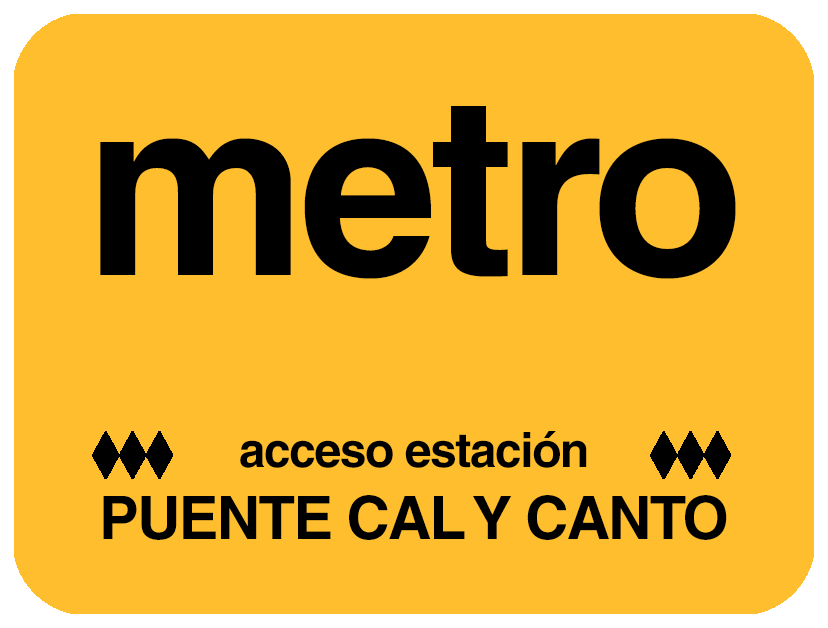
Letrero utilizado en los accesos a la estación hasta 1997.
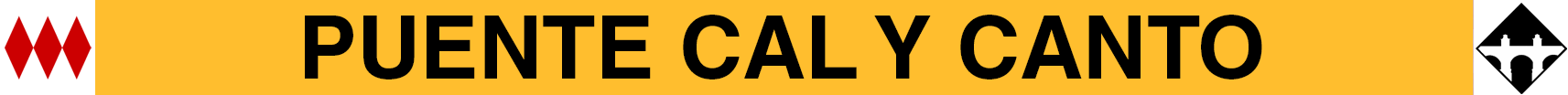
Cenefa antigua utilizada en los andenes de Línea 2.
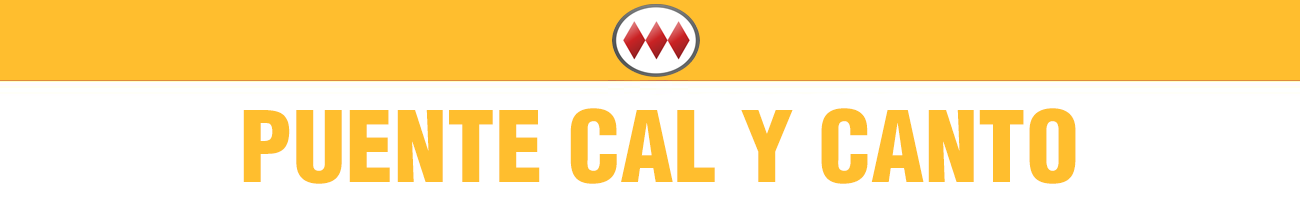
Cenefa utilizada actualmente en los andenes de Línea 2.
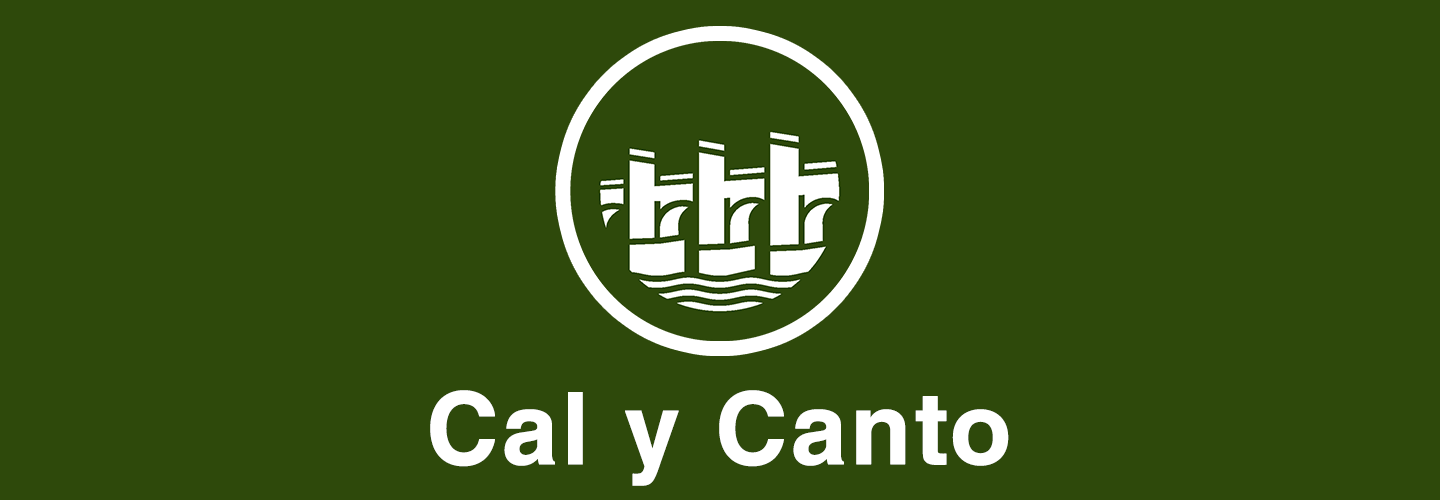
Cenefa utilizada actualmente en los andenes de la Línea 3.

## Conexión con Red Metropolitana de Movilidad
A diferencia de la mayoría de las estaciones, en esta estación los paraderos aledaños se denominan como "Parada / Estación Mapocho", habiendo en total 12 paraderos (sin la existencia de los paraderos 6 y 12), los cuales corresponden a: 
| Paradero/ Código                     | Recorridos |
| ------------------------------------ | --- |
| Parada 1 / Estación Mapocho (PA48)   | 201 (San Bernardo) - 264n (Santo Tomás) - 301 (Angelmó) - B14 (Fin del recorrido) - B26 (Metro Estación Central)                                                            |
| Parada 2 / Estación Mapocho (PA84)   | 308 (Fin del recorrido) |
| Parada 3 / Estación Mapocho (PA396)  | 502 (Cerro Navia) - 502c (Cerro Navia) - 503 (Av. La Estrella) - 509 (Maipú) - 517 (J.J. Pérez)                                                                             |
| Parada 4 / Estación Mapocho (PA380)  | 408 (Renca) - 408e (Renca) - B20 (Miraflores) - B29 (Miraflores) |
| Parada 5 / Estación Mapocho (PA354)  | 119 (Lo Espejo) - 121 (Lo Espejo) - 409 (Fin del recorrido / Plaza San Enrique) - B24 (Centro)                                                                              |
| Parada 7 / Estación Mapocho (PA87)   | 201 (Mall Plaza Norte) - 214 (Los Libertadores) - 264n (Pedro Fontova) - 301 (Juan Antonio Ríos) - 308 (Lo Marcoleta) - B14 (El Salto) - B26 (Metro Los Libertadores)       |
| Parada 8 / Estación Mapocho (PA158)  | 207 (Av. Santa Rosa) - 207e (Av. Santa Rosa) - 404 (El Descanso) |
| Parada 9 / Estación Mapocho (PA300)  | 404 (El Descanso) - 502 (Cantagallo) - 502c (Santiago) - 503 (Vital Apoquindo) - 509 (Fin del recorrido) - 517 (Peñalolén)                                                  |
| Parada 10 / Estación Mapocho (PA221) | 119 (Mapocho) - 121 (Mapocho) |
| Parada 11 / Estación Mapocho (PA838) | 542 (Cantagallo) - B04 (Mapocho) - B20 (Mapocho) |
| Parada 13 / Estación Mapocho (PA329) | 214 (Santa Olga) - 230 (Centro) - 307 (Plaza Italia) - 307e (Plaza Italia) - B02n (Plaza Italia) - B03 (Metro Cerro Blanco) - B04 (Mapocho) - B20 (Mapocho) - B30n (Centro) |